# Oscar Van der Molen
Oscar Louis Marie Van der Molen (Antwerpen, 24 juli 1850 - 14 juni 1926) was een Belgisch brouwer, uitgever en politicus voor de Liberale Partij.

## Levensloop
Brouwer van beroep (zijn brouwerij en mouterij noemde De Kroon), werd Van der Molen gemeenteraadslid van Antwerpen.
In 1908 werd hij verkozen tot liberaal senator voor het arrondissement Antwerpen en vervulde dit mandaat tot in 1919. Hij was medestichter in 1897 van de liberale Antwerpse krant De Nieuwe Gazet en was voorzitter van de uitgeverij. Hij was ook voorzitter van de Antwerpse Liberale Associatie.
Hij bewoonde het klein kasteel Lust en Rust in Boechout.